# مارسيل تيتش ريفيرو
مارسيل تيتش ريفيرو (بالألمانية: Marcel Titsch-Rivero)‏ (مواليد 14 ديسمبر 1989 في فرانكفورت - ألمانيا الغربية) لاعب كرة قدم ألماني يلعب حاليا لصالح نادي الدرجة الأولى آينتراخت فرانكفورت الألماني منذ 2005 في مركز الوسط المحوري . .

## روابط خارجية
- مارسيل تيتش ريفيرو على موقع قاعدة بيانات كرة القدم.إي يو (الإنجليزية)
- مارسيل تيتش ريفيرو على موقع بيانات كرة القدم. دي إي (الألمانية)
- مارسيل تيتش ريفيرو على موقع Soccerway.com (الإنجليزية)
- مارسيل تيتش ريفيرو على موقع عالم كرة القدم.نت (الإنجليزية)
- مارسيل تيتش ريفيرو على موقع كووورة